# Hypocacculus kiseritzkyi
Hypocacculus kiseritzkyi är en skalbaggsart som beskrevs av Reichardt 1932. Hypocacculus kiseritzkyi ingår i släktet Hypocacculus och familjen stumpbaggar. Inga underarter finns listade i Catalogue of Life.